# Rachel Cockrell
Rachel Cockrell est une joueuse canadienne de beach-volley, née le 17 avril 1992.

## Carrière
Elle remporte la médaille de bronze en 4x4 aux Jeux mondiaux de plage de 2019 à Doha